# César Simar
César Simar (Lilla, 29 de maig de 1879 - Meudon, 23 d'octubre de 1934) va ser un ciclista francès, professional des del 1900 fins al 1912. Es va especialitzar en el mig fons, en què va aconseguir una medalla de plata Campionat del Món de 1904 per darrere de l'estatunidenc Robert Walthour.